# Акоев, Артур Владимирович
Арту́р Влади́мирович Ако́ев (осет. Акъоти Владимири фурт Артур; род. 2 января 1966, Дигора, Дигорский район, Северная Осетия) — советский, российский тяжелоатлет, чемпион мира и Европы, серебряный призёр Олимпийских игр в Барселоне. Заслуженный мастер спорта СССР по тяжёлой атлетике (1991).

## Биография
Родился 2 января 1966 года в селении Дигора Дигорского района Северной Осетии — Алании. С раннего детства отец Артура, заслуженный тренер СССР Владимир Акоев, брал его с собой в зал на тренировки, где Артур носил диски и гантели. Через некоторое время у него появился большой интерес к штанге, и он начал систематически тренироваться под руководством отца. Впервые он выступил в 1981 году на чемпионате российского общества «Динамо». В 1983 году на чемпионате РСФСР в Грозном стал первым и выполнил норматив мастера спорта СССР. В 1984 году стал серебряным призёром на Кубке дружбы социалистических стран в Монголии. В 1985 году стал чемпионом СССР среди юношей (рывок — 170 кг, толчок — 200 кг, в сумме двоеборья — 370 кг). В 1986 году становится чемпионом мира и Европы среди юниоров (рывок — 185 кг, толчок — 220 кг, сумма двоеборья — 405 кг) и бронзовым призёром Спартакиады народов СССР. В 1987 году становится бронзовым призёром чемпионата Европы. В 1990 году стал серебряным призёром чемпионата мира. В 1991 году стал чемпионом мира и Европы. В 1992 году стал первым на чемпионате СНГ и получил путёвку на XXV Олимпийские игры, где стал серебряным призёром (рывок — 195 кг, толчок — 235 кг, сумма двоеборья — 430 кг).

## Спортивные достижения
- Серебряный призёр Олимпийских игр в Барселоне (1992)
- Чемпион мира в Донауэшингене (1991)
- Чемпион Европы в Владыславово (1991)
- Чемпион СНГ (1992)
- Чемпион РСФСР в Грозном (1983)
- Чемпион СССР среди юношей (1985)
- Чемпион мира и Европы среди юниоров (1986)